# Perfilado
El perfilado es un proceso de fabricación por deformación plástica que se aplica a chapa metálica. Se emplea para obtener, a partir de una chapa inicial plana, productos cuya sección transversal es constante a lo largo de toda la longitud de los mismos. El perfilado es un proceso continuo y por su alta productividad está especialmente indicado para series de productos elevadas.

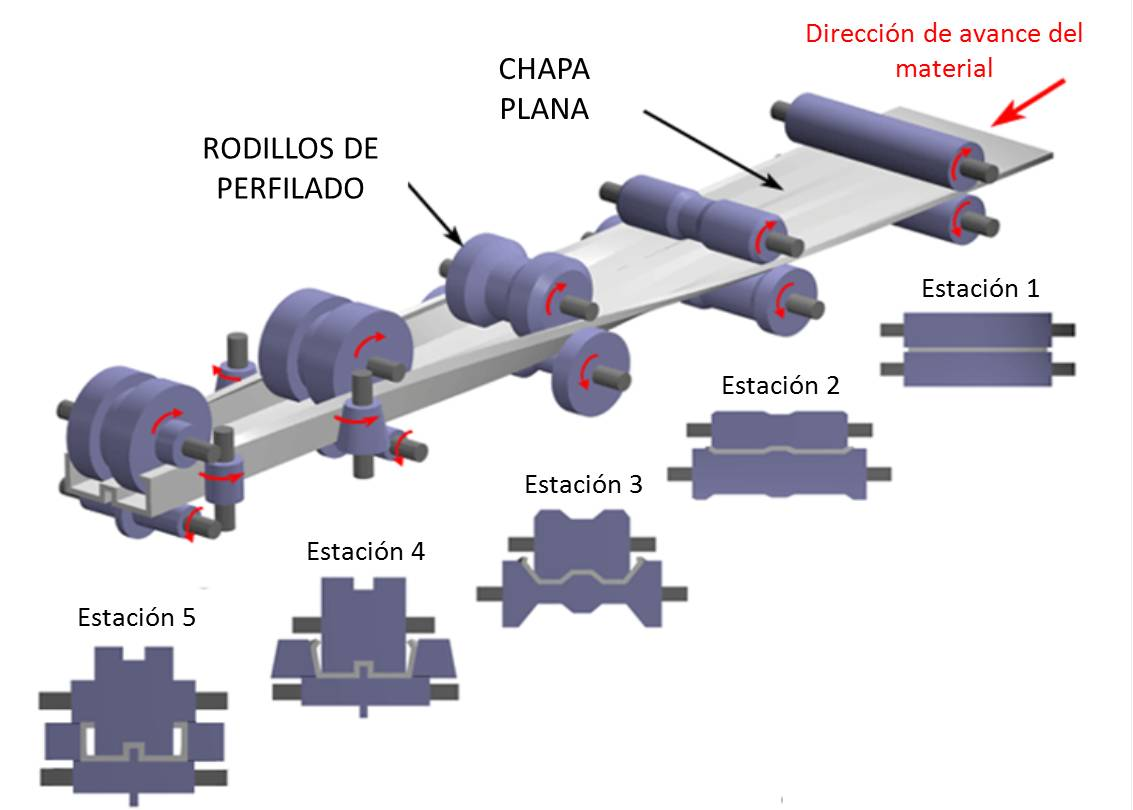
Representación esquemática del perfilado de chapa.

## Definición
El perfilado es un proceso de conformado por deformación plástica. En perfilado el conformado consiste en una operación de plegado que se realiza de forma gradual en sucesivas estaciones, en cada una de las cuales tiene lugar una pasada, operación o etapa de dicho conformado. De este modo, la sección transversal de la chapa se va aproximando etapa a etapa a la del perfil a obtener. El diagrama que contiene las secciones transversales correspondientes a todas las estaciones de un determinado proceso de perfilado se denomina flor y es uno de los puntos clave a la hora de diseñarlo.

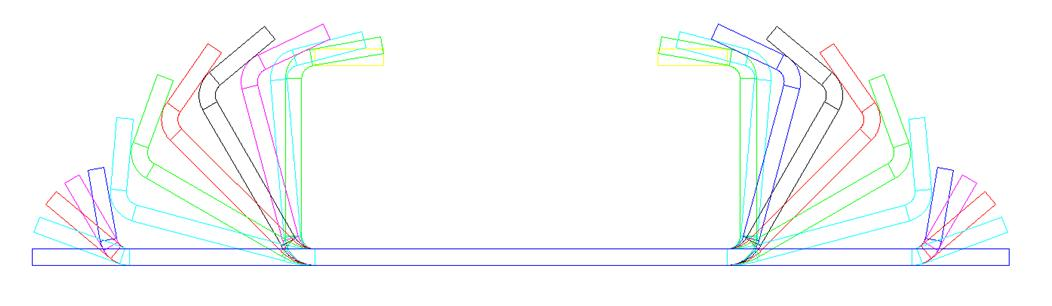
Flor de perfilado para la obtención de un perfil en C.

Las herramientas de perfilado son diferentes rodillos divididos entre las estaciones que componen el proceso. En cada una de ellas, el contorno de los mismos reproduce la sección que la chapa debe adoptar al final de esa etapa. Además, el giro de los rodillos se encuentra accionado, por lo que mediante rozamiento o fricción hacen avanzar a la chapa de estación en estación. Para facilitar la fabricación de las herramientas y su montaje en las estaciones, los rodillos de cada etapa están distribuidos en diferentes ejes. En el caso más habitual existen dos ejes horizontales (ejes superior e inferior), pero en ocasiones se añaden ejes verticales (ejes laterales) o incluso ejes en otras direcciones (ejes accesorios) para facilitar el conformado. 
El perfilado tiene lugar a temperatura ambiente y sin modificación teórica del espesor inicial de la chapa, lo que lo diferencia del proceso de laminación.

## Materiales y geometrías
Prácticamente todos los metales que se pueden conformar plásticamente son susceptibles de ser perfilados. No obstante, el material más habitual es el acero, ya que de entre los más comunes en la industria es aquel para el cual el perfilado presenta las mayores ventajas. En cuanto a los aceros inoxidables, aunque necesitan fuerzas y potencias más altas, todos pueden ser utilizados excepto algunos martensíticos. Finalmente, las aleaciones de aluminio también son habituales, pero la penetración en su sector es inferior porque el perfilado debe competir con otro proceso de alta productividad como es la extrusión.
Una ventaja importante del perfilado es que puede procesar chapa con recubrimientos previos, tanto metálicos como el galvanizado como no metálicos como las pinturas.
En cuanto a la geometría, mediante perfilado es posible fabricar secciones transversales de una gran complejidad, siempre y cuando no varíen con la longitud del producto. Puede tratarse tanto de perfiles abiertos como de perfiles cerrados, siendo habitual para estos últimos la existencia de estaciones de soldadura en la propia máquina perfiladora. Este es el caso de la fabricación de tubos mediante perfilado. 
Por otro lado, la longitud de los productos perfilados no depende del propio proceso y está limitada solamente por la longitud disponible en planta. Finalmente, los espesores típicos de chapa se encuentran entre 0,1 y 4 milímetros, aunque en ocasiones se puede exceder este valor.

## Aplicaciones en la industria
Actualmente, se estima que en torno a un 8% de las 700 toneladas de acero que se producen anualmente a nivel mundial emplea como proceso de fabricación el perfilado. En el caso de Norteamérica, entre un 35 y un 45% del total de chapa de acero se procesa siguiendo este método. Siendo un proceso tan común, el perfilado da lugar a una gran diversidad de piezas, destinadas a muchos campos diferentes. Algunos de estos sectores son los siguientes:
- Infraestructuras
- Automoción
- Construcción
- Almacenes y estanterías
- Calefacción, ventilación y aire acondicionado
- Tubos y tuberías
- Electrodomésticos
- Mobiliario y hogar
- Electricidad y electrónica
- Agricultura

## La línea de perfilado
Fabricar productos mediante perfilado requiere siempre realizar operaciones adicionales sobre la chapa que son complementarias al propio proceso. Algunas de ellas son necesarias para cumplir con los requisitos de diseño del propio producto (agujeros, resaltes, soldadura...), mientras que otras se llevan a cabo con el objetivo de facilitar la ejecución del propio perfilado. Para mejorar la competitividad de la producción, todas estas operaciones se realizan en una única línea  de producción continua que se conoce como línea de perfilado. De este modo, al principio de la línea se introduce la chapa plana inicial, normalmente en forma de bobina, y al final de la misma se obtiene directamente el producto ya terminado y listo para ser enviado al cliente final. El accionamiento de los rodillos de perfilado es el que permite que la chapa avance sucesivamente a través de todas las operaciones desde el comienzo hasta el final de la línea.

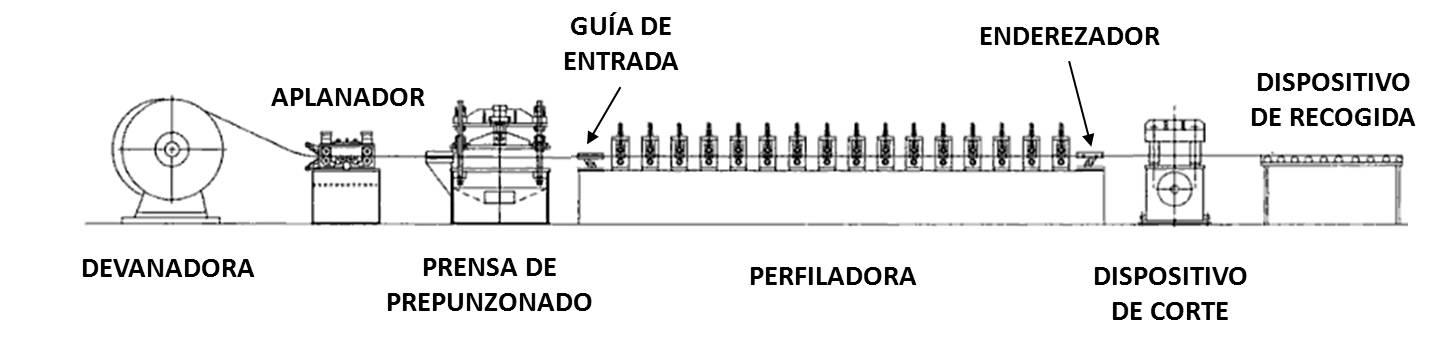
Línea típica de perfilado.

La existencia y la distribución de los diferentes elementos que componen la línea de perfilado varía según los casos. No obstante, algunos de ellos son comunes a la gran mayoría de los casos. Sus funciones son las que se describen a continuación:
- Devanadora. Es la máquina en la que se monta la bobina de chapa que constituye el material de partida. Mediante un movimiento rotatorio, va desenrollando el material y alimentando a las siguientes operaciones.
- Aplanador. Tiene como función corregir las desviaciones de planitud que presenta la chapa procedente de la bobina. Consiste en un número determinado de rodillos (habitualmente de 3 a 11) que, al estar situados alternativamente a dos alturas diferentes, obligan al material a doblarse de forma sucesiva hacia arriba y hacia abajo.
- Punzonadora. En muchas ocasiones, los productos perfilados deben llevar agujeros que pueden tener diferentes funciones en el diseño final (ensamblaje, evacuación de agua, refrigeración de equipos...). Por ello, en las líneas de perfilado se incluyen prensas de punzonado capaces de imprimir en la chapa distintos patrones de agujeros. Estos elementos pueden ubicarse dentro de la línea antes o después de la máquina perfiladora.
- Perfiladora. Es la máquina en la que se desarrolla propiamente el proceso de perfilado. Está formada por las sucesivas estaciones en las que se montan los rodillos de conformado. Además, habitualmente dispone de dos estaciones auxiliares especiales:
  - Guía de entrada. Tiene como función asegurar que la posición de entrada de la chapa a la perfiladora es la correcta. De este modo, siempre va montada antes de la primera estación de conformado. Existen diferentes tipos de diseños: rodillos planos, raíles guía...
  - Cabeza de turco. Se monta después de la última estación de perfilado y tiene como objetivo corregir los defectos de arqueo, curvado y alabeo que presentan los productos al final del proceso. Constructivamente puede estar formada por rodillos similares a los de perfilado o por bloques macizos similares a una matriz de estirado.
- Dispositivo de corte. Como su propio nombre indica, tiene como objetivo cortar la chapa a la longitud del producto final. Este corte puede realizarse antes o después del proceso de perfilado. El sistema utilizado más habitualmente es una prensa con una cuchilla fija y una cuchilla móvil, aunque en ocasiones se emplean también sierras rotativas, guillotinas o incluso sistemas de corte por láser.
- Dispositivo de recogida. Es el encargado de sostener, descargar, extraer o almacenar los productos ya terminados al final de la línea. Dependiendo del propósito exacto que deba cumplir, pueden utilizarse respectivamente mesas de salida, rampas de evacuación, transportadores de rodillos, sistemas de caída controlada de las piezas...

## Deformación del material durante el perfilado
Aunque la productividad del perfilado es muy alta, la deformación que la chapa sufre durante el proceso es compleja y da lugar a diferentes defectos en el producto final. Por este motivo, se utiliza habitualmente el análisis de elementos finitos como herramienta durante el diseño del proceso.
En el proceso de perfilado, la deformación que sufre la chapa es tridimensional. Por ello, se describe a través de dos tipos principales de deformaciones:
- Plegado transversal. Es la deformación en el plano del perfil. El objetivo del proceso es producir esta deformación sobre el material, ya que permite doblar la chapa plana hasta obtener un perfil determinado. Si su magnitud resulta excesiva, puede dar lugar a agrietamiento o fractura del material. Además, es la causa del defecto de recuperación elástica (springback), bien conocido en otros procesos como el plegado en prensa o la estampación.
- Deformación longitudinal. Es la deformación que sufren las fibras de la chapa en la dirección de avance a lo largo de la máquina (perpendicular a la de la sección transversal). Es indeseada, pero aparece como consecuencia de la distancia que recorre el material a lo largo de la máquina perfiladora.  Es la causa de muchos de los defectos que afectan a las piezas perfiladas.